# LiveWire EV
Die LiveWire EV, LLC ist ein Motorradhersteller mit verteiltem Sitz in Milwaukee, Wisconsin (USA) und Mountain View, Kalifornien (USA). Das Unternehmen wurde am 17. Mai 2021 als eine Tochterfirma des börsennotierten Motorradherstellers Harley-Davidson gegründet.

## Allgemeines
Mit der Gründung des Unternehmens LiveWire verfolgt Harley-Davidson das Ziel eine vollständig elektrisierte Motorradmarke zu etablieren, die zunächst mit einem Nachfolgemodell der 2019 eingeführten Harley-Davidson LiveWire starten und später um Modelle für urbane Regionen erweitert werden soll.
Den Firmensitz soll laut Harley-Davidson virtuell sein und sich auf verschiedene Niederlassungen verteilen, die sich zunächst in Milwaukee, Wisconsin (USA) und Mountain View, Kalifornien (USA) befinden sollen. Dieses Konzept bezeichnet Harley-Davidson als "Virtual HQ".

## Modelle
Die LiveWire ONE ist das erste Modell des Herstellers. Dieses Modell war als Nachfolgemodell der von Harley-Davidson produzierten LiveWire (2019–2020).
Das Modell wurde am 18. Juli 2021 auf der IMS North California vorgestellt. Es handelt sich bei der LiveWire ONE um ein optisch fast identisches Modell zur Harley-Davidson LiveWire mit verbesserter Reichweite und einem günstigeren Preis.
Das zweite Modell der Marke ist die deutlich günstigere LiveWire S2 Del Mar.